# Eustrotia perirrorata
Eustrotia perirrorata là một loài bướm đêm trong họ Noctuidae.